# Сабин (река)
Вижте пояснителната страница за други значения на Сабин.
Сабин (на английски: Sabine River) е река дълга 821 km, която тече в източен Тексас, САЩ. Водосборният и басейн е 9756 кв. мили (25 268 км2), от които 7426 кв. мили са в Тексас, а останалите в Луизиана. Лонгвю е най-големият град в басейна на реката. Други големи градове са Маршал, Ориндж и Грийнвил. През 1980 г. населението в басейна на река Сабин е 407 300 души.

## Течение
Река Сабин се образува от три основни ръкава – Каулийч Форк, Кадо Форк и Саут Форк. Още един четвърти ръкав известен като Лейк Форк или Лейк Форк Крийк се присъединява към главния поток на 40 мили под сливането на другите три ръкава. Каулийч Форк извира в северозападната част на окръг Хънт и тече на югоизток в продължение на 35 мили, за да се слее с Кадо Форк и Саут Форк и да образуват заедно река Сабин. Кадо Форк се образува от два ръкава, Ийст Кадо Форк и Уест Кадо Форк в северозападната част на окръг Хънт. Тези потоци се обединяват в южната част на окръга и образуват Кадо Форк, който тече на югоизток до сливането му с Каулийч Форк и Саут Форк. Саут Форк извира в югозападната част на окръг Хънт и тече на изток в продължение на 18 мили, за да се присъединят към Кадо Форк и Каулийч Форк. От тази точка река Сабин тече на югоизток преди да се извие рязко в окръг Панола, откъдето става граница между Тексас и Луизиана. Реката се влива в езерото Сабин, което се образува от сливането на Нечес Ривър и Сабин. Езерото се оттича в Сабин Пас на Мексиканския залив.
За разлика от повечето Tексаски реки, Сабин е доста пълноводна, подхранвана от обилни дъждове и многобройни потоци. Два големи водни резервоара са построени на Сабин – Лейк Тауакони в окръг Хънт и Толедо Бенд Резервоар на границата между Тексас и Луизиана. В горното си течение реката пресича възвишения с почви с дълбоки пясъчни наноси, глинести пясъци и пясък. Бреговете на реката са обрасли с гори от водно толерантни дървесни видове.

## История
басейна на Сабин отдавна е обитаван от хора. Археологическите разкопки са открили доказателства за всички етапи от югоизточната индианска култура като се започне с културата Кловис преди 12 000 години. Индианското развитие достига своя връх след пристигането на кадо около 780 г. В началото на периода Кадо, който продължава до около 1260 г. започва изграждането на големи могили като тези на културата Мисисипи. В края на периода Кадо много от комплексите с могили са изоставени, но многобройни места показват продължаващо присъствие на хората кадо в района до времето на идването на европейците.
Когато първите европейци влизат в района през 16 век срещат различни групи кадо, живеещи по течението на реката. Името Сабин (Рио де Сабинас) идва от испанската дума за кипарис и се отнася до множеството кипариси растящи в долното течение на реката. Сабин вероятно е кръстена така от Доминго Рамон през 1716 г. Испанците считат територията западно от Сабин и някои територия на изток от нея за част от испанската провинция Тексас. След придобиването на Луизиана от Испания, испанските власти ще споят дали Сабин трябва да образува източната граница на Тексас. Столица на провинция Тексас обаче е Лос Адаес на източния бряг на реката в близост до Роблин, Луизиана. От друга страна френските търговци също претендират за района. Старите испански карти показват, че до края на 18 век реката е известна на топографията в източен Тексас. На някои испански карти Сабин е показана като Рио де лос Aдаис (Aдаес, Aдаиаис или Адайс). На други карти не е показано езерото Сабин, а са изобразени двете реки, Сабин и Нечес да се вливат директно в Мексиканския залив или са изобразени двете реки да образуват една река, преди да се влее в залива. На някои други карти е показана само една река наречена Рио Мексикано. други използват това наименование за Нечес. По-обстойно проучване на границата на Луизиана – Тексас през първото десетилетие на 19 век показва това объркване в миналото и посочва в същото време, че имената на двете реки Нечес или Рио де Ниевас е западната река, а Рио де Сабинас е източната и имената им са добре установени от години и че, когато се използва името Рио Мексикано то се отнася само до Нечес.
След закупуването на Луизиана от САЩ реката става граница между Щатите и испански Тексас. На 6 ноември 1806 г. двете правителства подписват споразумение за създаване на неутрална зона от Аройо Хондо на изток и Сабин на запад. В Договора Aдамс – Онис (1819) е създадена западната граница на Луизиана и източната граница на Тексас като началото и е в залива и достига на север по Сабин до 32 паралел. Испанското забавяне на ратификацията на договора и мексиканската независимост (1821) отново поражда спорове за границата. На 19 декември 1836 г. конгреса на Република Тексас залага на северните и източните граници на републиката, както е предвидено в Договора Адамс – Онис. САЩ се съгласяват с това. Въпреки опитите на испанците да колонизират района, европейците не влизат в басейна на Сабин до 1820 г., когато американците от южната част на САЩ започват да се заселват там.
В първите дни на Тексаската република, Сабин става основен транспортен коридор за пренос на памук и дървен материал от югоизточен Тексас до Сабин Бей. Първоначално трафикът се извършва с помощта на салове и лодки. Първите параходи започват да плават по реката в края на 1840-те и продължават да плават до около 1900 г., тъй като железницата постепенно измества речния транспорт.
В края на 19 век и началото на 20 век средната част на реката е подложена на интензивна сеч, което води до построяването на множество дъскорезници, а в долното течение са построени напоителни системи. След 1901 г. басейна на реката става поле за мащабно проучване за нефт. Растежът на петролната индустрия води до бързото развитие на урбанизирания район Бюмонт – Порт Артър – Ориндж като основен район за рафиниране на нефт, преработка и доставка на петролни продукти. Вследствие от това развитие изведнъж чистите води на Сабин започват да стават все по-замърсени с химически и петролни вещества изпускани от селското стопанство и нефтената индустрия. През последните години обаче се полагат усилия за почистване на реката, но въпреки това в началото на 1990те. проблемът със замърсяването продължава, особено в долното течение на реката.